# Nikola Jakša
Nikola Jakša (Vis, 18. svibnja 1845. − Vis, 1905.), hrvatski plemić iz obitelji Jakša, s otoka Hvara. Bio je lokalni dužnosnik i hrvatski narodni zastupnik.

## Životopis
Rodio se je u Visu 1845. godine. Načelnikom viške općine postao je 1886. godine. Bio je pripadnik Narodne stranke. U Dalmatinskom saboru bio je zastupnik od 1883. do 1889. godine.